# Mustafa Mohamed
Mustafa Hassan "Musse" Mohamed, född 1 mars 1979 i Mogadishu, Somalia, är svensk friidrottare. Han är tidigare innehavare av svenskt rekord i maraton.

## Bakgrund
Mohamed är född i Somalia och växte upp i landet tillsammans med sin bror. Hans föräldrar skilde sig tidigt och samtidigt försvann hans far ur hans liv. Mohameds mamma åkte till Saudiarabien för att försörja familjen och de båda bröderna fick bo kvar på den somaliska landsbygden tillsammans med sin moster. Mellan fyra och sju års ålder levde han ett slags nomadliv med sin släkt där han fick se efter boskapen, vattna getter och kameler. När det var dags för skola fick han flytta in till huvudstaden, Mogadishu, och bo med sin morbror och mormor. Hans mor gifte sig senare med en svensk man och vid 11 års ålder, samtidigt som kriget bröt ut i Somalia, kom han till Sverige och Lysekil. Den första tiden i Sverige var tuff och Mohamed upplevde mobbning under skoltiden. Mohamed är muslim, men är varken troende eller praktiserande.

## Karriär
Mohamed tävlar i medel-/långdistans och i hinderlöpning. Första gången han deltog i en löptävling var i Fredsloppet i Göteborg 1995. Den 28 juli 2007, i Heusden-Zolder i Belgien, sprang Mohamed på tiden 8.05,75 på 3000 m hinder och slog därmed Anders Gärderuds 31-åriga svenska rekord från OS-finalen 1976. Med den tiden var Mohamed den näst bäste från Europa någonsin, efter nederländaren Simon Vroemen, och fjärde bäst i världen 2007.
Mohamed var först att sätta svenskt rekord på den nya distansen, halvmaraton. I mars 2012 sprang han i holländska Venlo på tiden 1:02.40, vilket genom att det uppfyllde villkoren att underskrida 1:03 kvalificerades som svenskt rekord. Han behöll rekordet till 2014 då Mikael Ekvall förbättrade det till 1:02.29.
2020 slog han, 41 år gammal, svenskt rekord i maraton.
Han utsågs 2005 till Stor grabb nummer 484 i friidrott.
Mohamed är bosatt i Göteborg och tävlar för Hälle IF sedan år 1995. Han har i många år tränats av Ulf Friberg.
Äldre brodern Ahmed (född 1976) har löpt 3000 meter hinder/1500 meter på 8.46,71/3.47,88 1999. 
Mustafa Mohamed är gift med löparen Hanna Karlsson.

## Meriter
- Svenskt och nordiskt rekord i 3 000 meter hinder: 8.05,75[41][42]
- Svenskt rekord i maraton 2020[39]–2023[38]
- 8:e plats på 10 000 meter vid U23-EM 2001[49]
- Vann Lidingöloppet 27 september 2003, 25 september 2004 och 27 september 2008.
- Utslagen i försöken på 3 000 meter hinder vid VM 2003[50]
- 13:e plats på 3 000 meter hinder i Olympiska sommarspelen 2004 i Aten.[51]
- Vann Göteborgsvarvet 2002 och 2004.
- 10:e plats på 3 000 meter hinder i VM 2005[52]
- 4:e plats på 3 000 meter hinder på EM 2006[53]
- 3:e plats EM i terränglöpning 9 500 meter, (I mål som 4:a, men fick bronsmedaljen efter att tvåan Fernando Silva lämnat ett EPO-positivt dopingprov) 2006
- 27:e plats VM i terränglöpning (12 km), Mombasa, Kenya 2007
- 2:a plats EM i terränglöpning 9 700 m, Toro, Spanien, 2007
- 4:e plats på 3 000 meter hinder i VM 2007 med tiden 8.19,82.[54]
- 7:e plats på 3 000 meter hinder i World Athletics Final 2007 (före detta Grand Prix-finalen)[55]
- 10:e plats på 3000 meter hinder i OS 2008 i Peking.[56]
- 6:e plats på 3 000 meter hinder i World Athletics Final 2008[57]
- 3:e plats på Terräng-EM 2008 10 km i Bryssel
- 1:a plats på Terräng-SM 2009 4 km (Korta banan)
- 1:a plats på Terräng-SM 2009 12 km (Långa banan)
- 14:e plats på 3 000 meter hinder i VM 2009 i Berlin med tiden 8.35,77.[58]
- Utslagen i försöken på 3 000 meter hinder vid EM 2010[59]
- 22:a plats i maraton i VM 2013 i Moskva med tiden 2:17:09[60]
- 25:e plats i maraton vid EM 2014[61][62]
- 21:a plats i halvmaraton vid EM 2016[63][64]

## Utveckling
Mustafa Mohameds utveckling på 3000 meter hinder från 1998 till 2010.
| Tid     | Datum           | Plats                   |
| ------- | --------------- | ----------------------- |
| 8:42,55 | 1 augusti 1998  | Annecy, Frankrike       |
| 8:32,07 | 17 augusti 2002 | Gävle                   |
| 8:23,35 | 5 augusti 2003  | Stockholm               |
| 8:18,05 | 24 augusti 2004 | Aten, Grekland          |
| 8:15,51 | 1 juli 2005     | Paris, Frankrike        |
| 8:14,67 | 25 juli 2005    | Stockholm               |
| 8:05,75 | 28 juli 2007    | Heusden-Zolder, Belgien |
| 8:11,10 | 18 juli 2008    | Paris, Frankrike        |
| 8:18,44 | 17 juli 2009    | Paris, Frankrike        |
| 8:22,98 | 16 juli 2010    | Paris, Frankrike        |

## Personliga rekord
| Utomhus - 800 meter – 1:58,39 (Skövde, Sverige 9 juni 1998) - 1 500 meter – 3:44,01 (Nijmegen, Nederländerna 29 maj 2009) - 1 engelsk mil – 4:00,02 (Malmö, Sverige 16 augusti 2005) - 3 000 meter – 7:59,40 (Kungälv, Sverige 25 juni 2006) - 3 000 meter – 7:59,84 (Zaragoza, Spanien 31 maj 2008) - 5 000 meter – 13:32,08 (Kassel, Tyskland 6 juni 2007) - 5 000 meter – 13:32,08 (Kassel, Tyskland 10 juni 2007) - 10 000 meter – 28:40,71 (Bilbao, Spanien 3 juni 2012) - 2 000 meter hinder – 5:37,00 (Karlskrona, Sverige 14 augusti 1998) - 3 000 meter hinder – 8:05,75 (Heusden-Zolder, Belgien 28 juni 2007) - 10 km landsväg – 28:12 (Manchester, Storbritannien 18 maj 2008) - Halvmaraton – 1:02:40 (Venlo, Nederländerna 25 mars 2012) - Maraton – 2:10:04 (Sevilla, Spanien 23 februari 2020) | Inomhus - 1 500 meter – 3:52,13 (Bollnäs, Sverige 8 februari 1998) - 3 000 meter – 7:54,05 (Stockholm, Sverige 18 februari 2009) - 5 000 meter – 13:39,71 (Stockholm, Sverige 2 februari 2006) |

## Bildgalleri

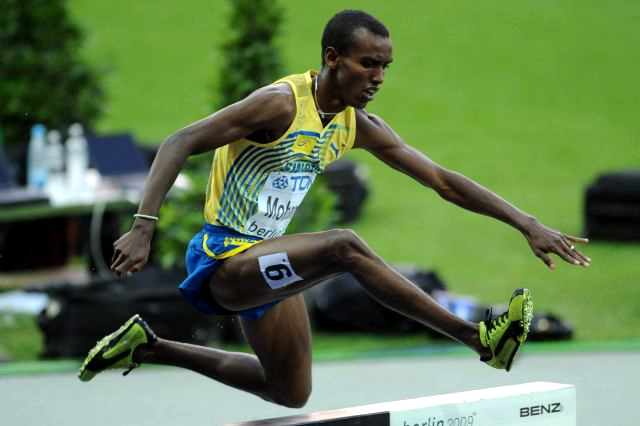
Mustafa Mohamed i Berlin 2009.
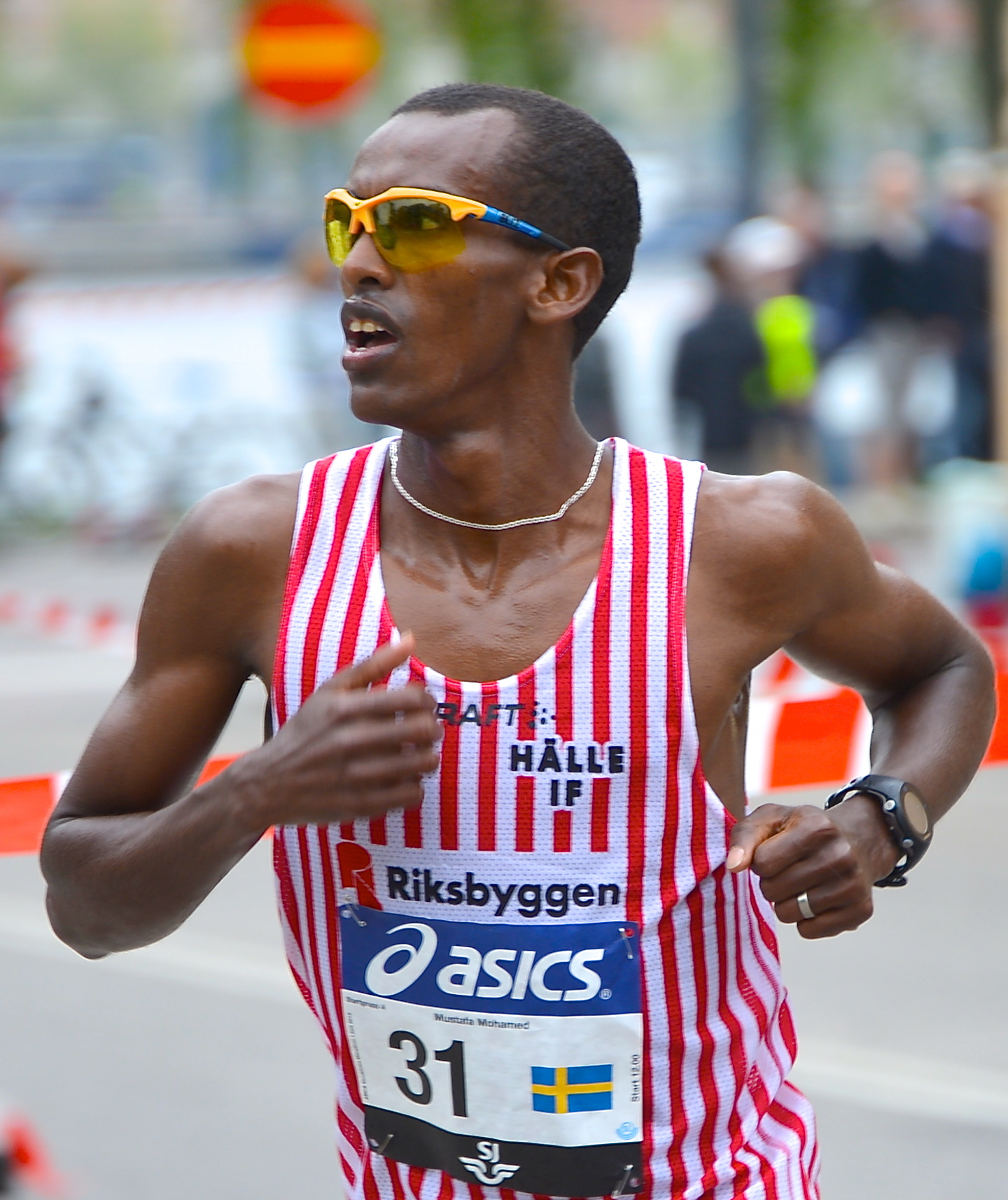
Mustafa i Stockholm Marathon den 1 juni 2013.
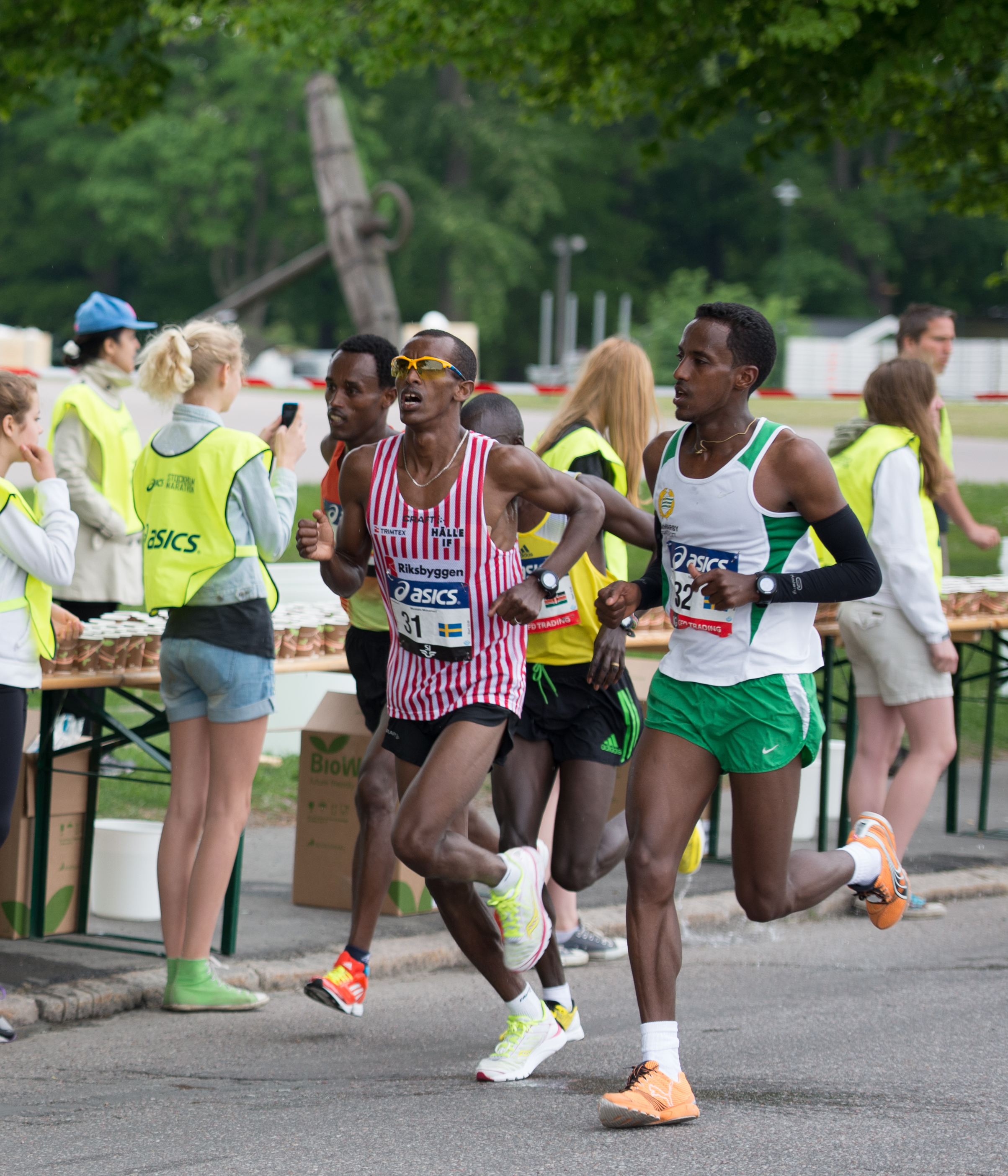
Mustafa Mohammed i täten för Stockholm Marathon 2013.
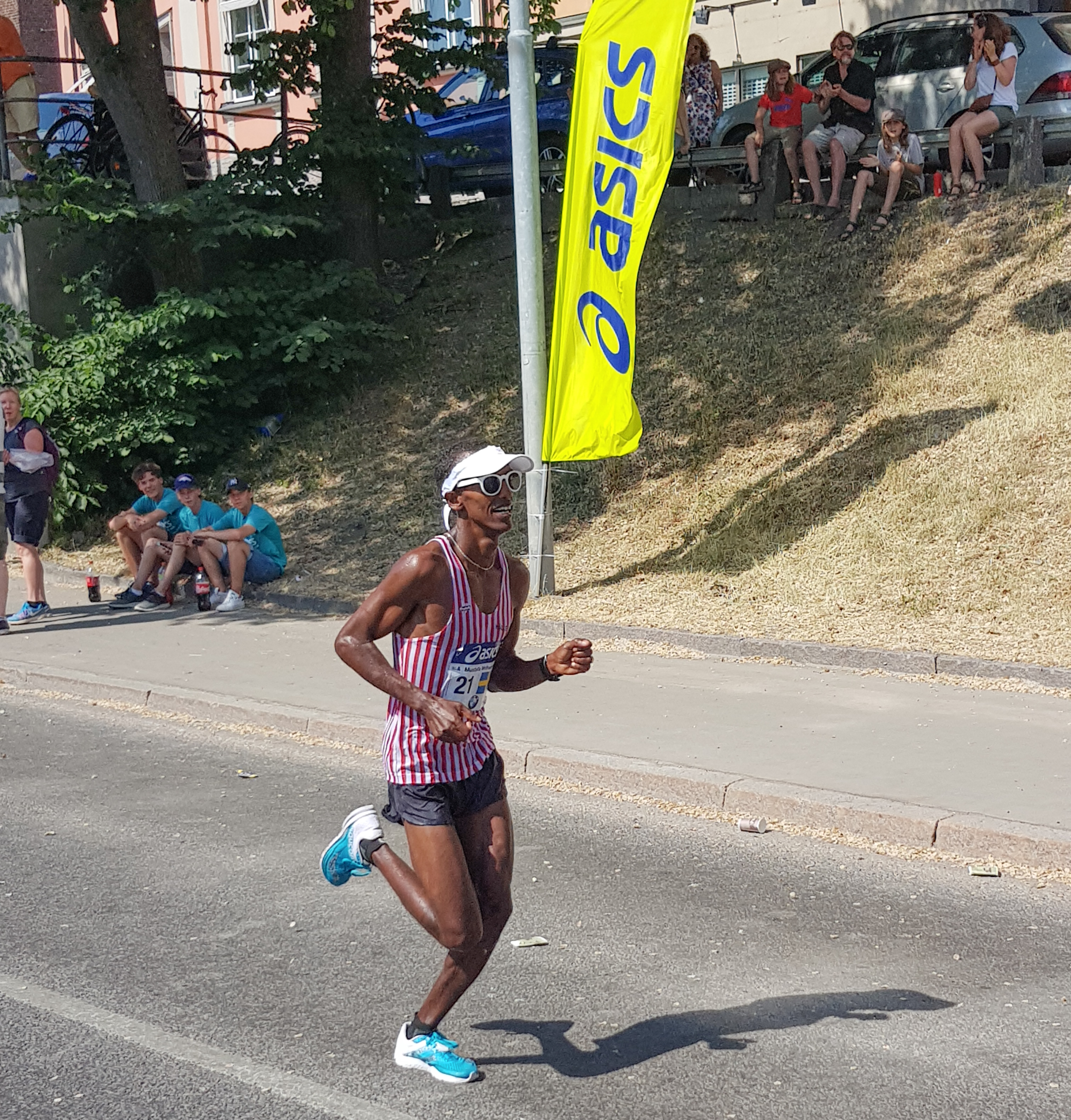
Mustafa Mohamed på varv 2 i Stockholm marathon 2018 vid Norrmälarstrand.
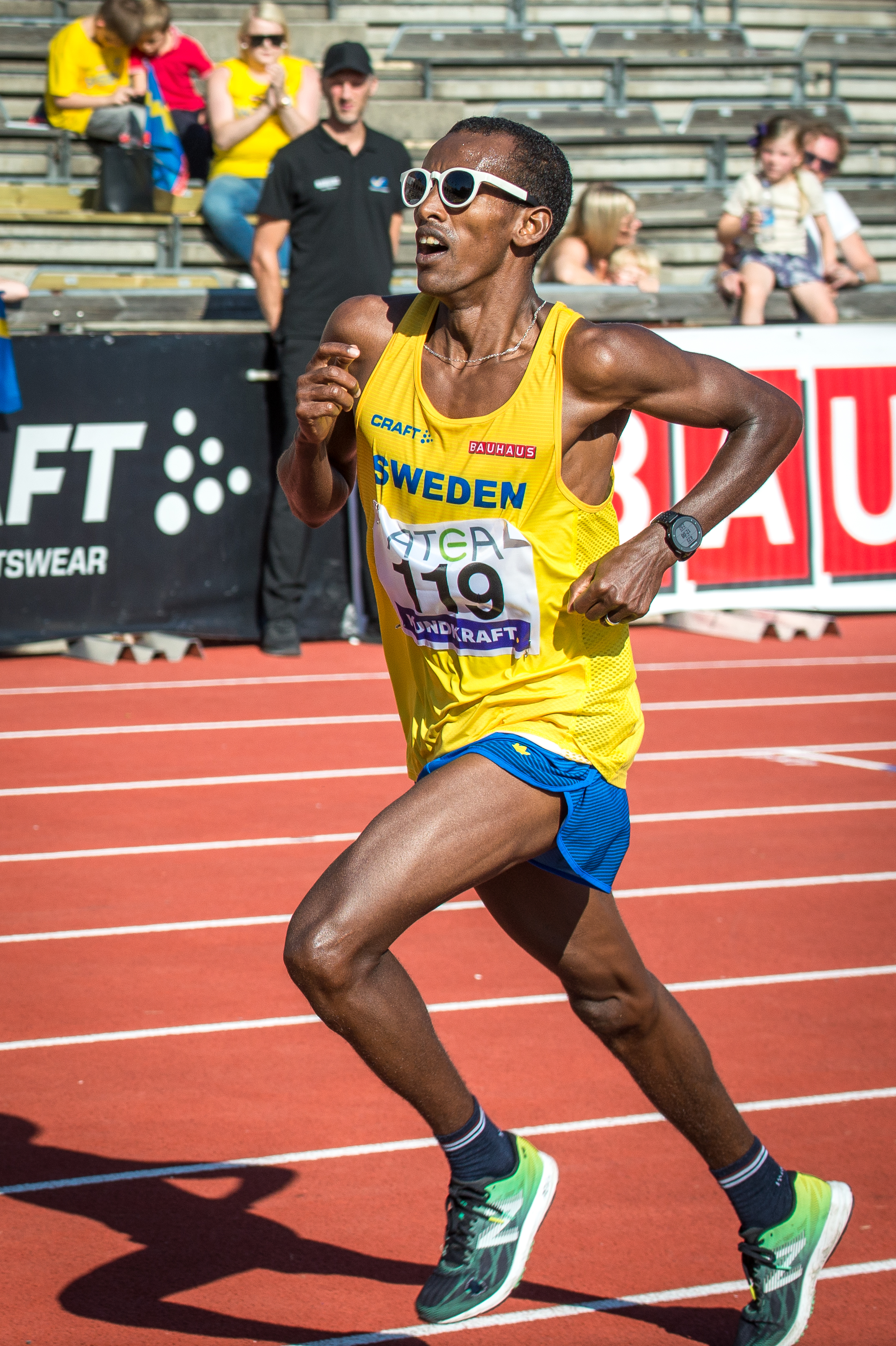
Mustafa Mohamed under Finnkampen på Stockholms stadion i augusti 2019.

### Fotnoter
1. 1 2 3 4 5 6 7 8 9 10 11 12 13 14  ”Personsida på European Athletics' webbplats” (på engelska). european-athletics.org. http://www.european-athletics.org/athletes/group=m/athlete=143290-mohamed-mustafa/index.html. Läst 12 september 2018.
2. 1 2 3 4 5  Wiger 2006, s. 81.
3. 1 2  Wiger 2006, s. 61.
4. 1 2  Wiger 2006, s. 70.
5. 1 2 3 4 5  Wiger 2006, s. 77.
6. 1 2 3  Wiger 2006, s. 57.
7. 1 2  Wiger 2006, s. 67.
8. 1 2 3 4  Wiger 2006, s. 91.
9. 1 2 3  Wiger 2006, s. 88.
10. ↑  ”Stora SM 2006, dag 2”. turebergfriidrott.se. Arkiverad från originalet den 10 juni 2015. https://web.archive.org/web/20150610133650/http://turebergfriidrott.se/statistik/SM2006/2006_reslord.htm. Läst 19 april 2013.
11. ↑  ”Stora SM 2007”. trackandfield.se. Arkiverad från originalet den 4 maj 2013. https://archive.is/20130504152109/http://www.proteamonline.se/storage/customers/978/editor/resultat%20sm%20i%20friidrott%202007.html. Läst 19 april 2013.
12. 1 2  ”Terräng-SM 2007, dag 1”. Arkiverad från originalet den 16 april 2010. https://web.archive.org/web/20100416011423/http://www.ifkhalmstad.se/files/arrangemang/TerrangSM/Res_070428.htm. Läst 28 mars 2015.
13. 1 2  ”Terräng-SM 2007, dag 2”. Arkiverad från originalet den 16 april 2010. https://web.archive.org/web/20100416011423/http://www.ifkhalmstad.se/files/arrangemang/TerrangSM/Res_070429.htm. Läst 28 mars 2015.
14. ↑  ”Stora SM 2008, dag 2”. trackandfield.se. Arkiverad från originalet den 14 maj 2021. https://web.archive.org/web/20210514153326/https://www.trackandfield.se/Resultat/2008/080802.htm. Läst 20 maj 2013.
15. 1 2 3  ”Terräng-SM 2008”. Arkiverad från originalet den 19 augusti 2010. https://web.archive.org/web/20100819112631/http://www.ifkvaxjo.se/Tavling2008/TerrangSM_08_res.pdf. Läst 25 mars 2015.
16. 1 2  ”Terräng-SM 2009, individuellt”. idrottonline.se. Arkiverad från originalet den 8 december 2015. https://web.archive.org/web/20151208063956/http://www8.idrottonline.se/HammarbyIFFI-Friidrott/Traningsgrupper/TerrangSM2009/Resultat090429/. Läst 1 maj 2013.
17. 1 2  ”Terräng-SM 2009, lag”. idrottonline.se. Arkiverad från originalet den 8 december 2015. https://web.archive.org/web/20151208045303/http://www8.idrottonline.se/HammarbyIFFI-Friidrott/Traningsgrupper/TerrangSM2009/Resultat-Lag090501/. Läst 1 maj 2013.
18. ↑  ”Stora SM 2010, dag 4”. trackandfield.se. Arkiverad från originalet den 27 september 2013. https://web.archive.org/web/20130927090733/http://www.trackandfield.se/resultat/2010/100822.htm. Läst 2 september 2013.
19. ↑  ”Stora SM 2010, dag 2”. trackandfield.se. Arkiverad från originalet den 28 september 2013. https://web.archive.org/web/20130928222604/http://www.trackandfield.se/resultat/2010/100820.htm. Läst 2 september 2013.
20. ↑  ”Stora SM 2010, dag 3”. trackandfield.se. Arkiverad från originalet den 29 september 2013. https://web.archive.org/web/20130928222318/http://www.trackandfield.se/resultat/2010/100821.htm. Läst 2 september 2013.
21. 1 2 3 4  ”Terräng-SM 2010”. idrottonline.se. Arkiverad från originalet den 8 december 2015. https://web.archive.org/web/20151208063414/http://www1.idrottonline.se/ImageVaultFiles/id_276861/cf_87178/Resultatlista_slutlig.XLS. Läst 10 november 2015.
22. ↑  ”Stora SM 2012, dag 1”. swedishtiming.se. Arkiverad från originalet den 7 mars 2016. https://web.archive.org/web/20160307130244/http://www.swedishtiming.se/resultat/120824.htm. Läst 16 april 2013.
23. ↑  ”SM i marathon 2013”. marathon.se. http://results.marathon.se/2013/. Läst 29 juli 2013.
24. ↑  ”SM 10 km landsväg 2014”. marathon.se. http://www.marathon.se/racetimer?v=%2Fsv%2Frace%2Fshow%2F2065%3Flayout%3Dmarathon. Läst 10 november 2015.
25. 1 2  ”Terräng-SM 2015”. marathon.se. http://www.marathon.se/racetimer?v=%2Fsv%2Frace%2Fshow%2F2980%3Flayout%3Dmarathon. Läst 31 oktober 2015.
26. ↑  ”Stora SM 2016”. Arkiverad från originalet den 23 augusti 2017. https://web.archive.org/web/20170823210252/http://212.247.216.72/friidrott/sm16/Resultat.php. Läst 1 november 2016.
27. ↑  ”SM i marathon 2016”. friidrott.se. Arkiverad från originalet den 3 november 2016. https://web.archive.org/web/20161103215720/http://www.friidrott.se/docs/sm16offmara.pdf. Läst 1 november 2016.
28. ↑  ”Stora SM 2017”. Arkiverad från originalet den 2 oktober 2017. https://archive.today/20171002101026/http://www.trackandfield.se/resultat/2017/170825_27.htm. Läst 1 oktober 2017.
29. ↑  ”Resultat Göteborgsvarvet 2017 - Svenska mästerskap”. goteborgsvarvet.se. http://results.goteborgsvarvet.se/resultat/2017/. Läst 25 augusti 2017.
30. ↑  ”SM i marathon 2017”. marathongruppen.se. https://registration.marathongruppen.se/ResultList.aspx?LanguageCode=sv&RaceId=51. Läst 25 augusti 2017.
31. ↑  ”Svenskt mästerskap marathon 2018”. friidrott.se. Arkiverad från originalet den 5 september 2018. https://web.archive.org/web/20180905141101/http://www.friidrott.se/docs/sm18offmara.pdf. Läst 5 september 2018.
32. ↑  ”Svenskt mästerskap marathon 2019”. http://stockholm.r.mikatiming.de/2019/?pid=leaderboard. Läst 26 augusti 2019.
33. ↑  ”Resultat: SM Halvmaraton, Anderstorp 29.7.20”. friidrottsstatistik.se. https://www.friidrottsstatistik.se/resultsswe.php?CID=12967593&Season=2020#2.190.-999. Läst 1 september 2020.
34. ↑  ”Resultat: Halvmaraton, Göteborg 11.9.21”. friidrottsstatistik.se. https://www.friidrottsstatistik.se/resultsswe.php?CID=12994900&Season=2021. Läst 12 september 2021.
35. ↑  ”Resultat: SM-VSM Halvmaraton, Anderstorp 7.7.23”. friidrottsstatistik.se. https://www.friidrottsstatistik.se/resultsswe.php?CID=13044614&Season=2023. Läst 7 september 2023.
36. ↑  ”Stora inne-SM 2006 herrar, resultat” (html). friidrott.stockholm.se. http://www.friidrott.stockholm.se/ism2006/resultat/f_man_resultat.html. Läst 6 april 2015.
37. ↑  Mustafa Mohamed på Sveriges Olympiska Kommittés webbplats
38. 1 2  Andersson, Viktor (3 april 2023). ”Nytt svenskt maraton-rekord av Samuel Tsegay”. svt.se. https://www.svt.se/sport/friidrott/nytt-svenskt-rekord-av-samuel-tsegay-i-paris-marathon. Läst 16 april 2023.
39. 1 2 3  ”Mustafa Mohamed slog svenskt rekord i maraton”. Dagens Nyheter. 23 februari 2020. https://www.dn.se/sport/mustafa-mohamed-slog-nytt-svenskt-rekord-i-maraton/. Läst 24 februari 2020.
40. 1 2 3 4 5 6 7 8  ”"Jag har alltid haft spring i benen"”. Dagens Nyheter. 25 augusti 2007. https://www.dn.se/sport/jag-har-alltid-haft-spring-i-benen/. Läst 24 februari 2020.
41. 1 2 3 4  ”Mustafa Mohamed: Att få springa betyder nästan allt för mig”. Dagens Nyheter. 23 maj 2018. https://www.dn.se/insidan/mustafa-mohamed-att-fa-springa-betyder-nastan-allt-for-mig/. Läst 24 februari 2020.
42. 1 2  ”Friidrott: Mohamed slog klassiskt rekord”. Sveriges Radio. 29 juli 2007. https://sverigesradio.se/sida/artikel.aspx?programid=179&artikel=1507026. Läst 24 februari 2020.
43. ↑  ”Musses comeback: Svenskt rekord på halvmaran!”. friidrott.se. 25 mars 2012. Arkiverad från originalet den 23 oktober 2015. https://web.archive.org/web/20151023015236/http://www.friidrott.se/nyheter.aspx?id=13639. Läst 22 november 2015.
44. ↑  ”Svenskt rekord av Mikael!”. friidrott.se. 29 mars 2014. Arkiverad från originalet den 7 april 2014. https://web.archive.org/web/20140407093114/http://www.friidrott.se/nyheter.aspx?id=16407. Läst 22 november 2015.
45. ↑  ”Stora grabbars märke”. friidrott.se. Arkiverad från originalet den 31 mars 2016. https://web.archive.org/web/20160331202525/http://www.friidrott.se/historik/storagrabbar.aspx. Läst 25 januari 2017.
46. ↑  ”Stora Grabbar personpresentation”. storagrabbar.se. http://www.storagrabbar.se/grabbar_10.html. Läst 25 januari 2017.
47. ↑  Johansson, Carl-Fredrik (2 maj 2011). ”Musse snabbast vid Nissan”. Hallandsposten. https://www.hallandsposten.se/sport/musse-snabbast-vid-nissan-1.1636867. Läst 15 augusti 2019.
48. ↑  Marathon.se - Mustafa Mohamed i siffror
49. ↑  ”European Athletics U23 Championships - Amsterdam 2001” (på engelska). european-athletics.org. http://www.european-athletics.org/competitions/european-athletics-u23-championships/history/year=2001/results/index.html. Läst 25 oktober 2017.
50. ↑  ”3000 Metres Steeplechase Men - 9th IAAF World Championships In Athletics Paris Saint-Denis (Stade de France), France 23 Aug 2003 - 31 Aug 2003” (på engelska). iaaf.org. https://www.iaaf.org/competitions/iaaf-world-championships/9th-iaaf-world-championships-in-athletics-2962/results/men/3000-metres-steeplechase/heats/result. Läst 18 januari 2017.
51. ↑  ”3000 Metres Steeplechase Men - 28th Olympic Games Athína (Olympic Stadium), Greece 20 Aug 2004 - 29 Aug 2004”. iaaf.org. https://www.iaaf.org/results/olympic-games/2004/28th-olympic-games-3201/men/3000-metres-steeplechase/final/result. Läst 2 januari 2017.
52. ↑  ”3000 Metres Steeplechase Men - 10th IAAF World Championships In Athletics Helsinki (Olympic Stadium), Finland 06 Aug 2005 - 14 Aug 2005” (på engelska). iaaf.org. https://www.iaaf.org/competitions/iaaf-world-championships/10th-iaaf-world-championships-in-athletics-3365/results/men/3000-metres-steeplechase/final/result. Läst 17 januari 2017.
53. ↑  ”European Athletics Championships - Göteborg 2006” (på engelska). european-athletics.org. http://www.european-athletics.org/competitions/european-athletics-championships/history/year=2006/results/index.html. Läst 26 april 2017.
54. ↑  ”3000 Metres Steeplechase Men - 11th IAAF World Championships In Athletics Osaka (Nagai Stadium), Japan 25 Aug 2007 - 2 Sep 2007” (på engelska). iaaf.org. https://www.iaaf.org/competitions/iaaf-world-championships/11th-iaaf-world-championships-in-athletics-3653/results/men/3000-metres-steeplechase/final/result. Läst 13 januari 2017.
55. ↑  ”3000 Metres Steeplechase Men - 5th IAAF World Athletics Final Stuttgart (Gottlieb-Daimler Stadion), Germany 22 Sep 2007 - 23 Sep 2007”. iaaf.org. https://www.iaaf.org/results/iaaf-world-athletics-final/2007/5th-iaaf-world-athletics-final-3655/men/3000-metres-steeplechase/final/result. Läst 30 januari 2017.
56. ↑  ”3000 Metres Steeplechase Men - The XXIX Olympic Games Beijing (National Stadium), PR Of China 08 Aug 2008 - 24 Aug 2008”. iaaf.org. https://www.iaaf.org/results/olympic-games/2008/the-xxix-olympic-games-3659/men/3000-metres-steeplechase/final/result. Läst 1 januari 2017.
57. ↑  ”3000 Metres Steeplechase Men - 6th IAAF/VTB Bank World Athletics Final Stuttgart (Gottlieb-Daimler Stadion), Germany 13 Sep 2008 - 14 Sep 2008”. iaaf.org. https://www.iaaf.org/results/iaaf-world-athletics-final/2008/6th-iaafvtb-bank-world-athletics-final-3741/men/3000-metres-steeplechase/final/result. Läst 30 januari 2017.
58. ↑  ”3000 Metres Steeplechase Men - 12th IAAF World Championships In Athletics Berlin (Olympiastadion), Germany 15 Aug 2009 - 23 Aug 2009” (på engelska). iaaf.org. https://www.iaaf.org/competitions/iaaf-world-championships/12th-iaaf-world-championships-in-athletics-3658/results/men/3000-metres-steeplechase/final/result. Läst 12 januari 2017.
59. ↑  ”European Athletics Championships - Barcelona 2010” (på engelska). european-athletics.org. http://www.european-athletics.org/competitions/european-athletics-championships/history/year=2010/results/index.html. Läst 3 april 2017.
60. ↑  ”IAAF World Championships Moscow (Rus) 10 - 18 August 2013” (på engelska) (pdf). iaaf.org. https://media.aws.iaaf.org/competitiondocuments/pdf/4873/Overall-ResultsSet.pdf?v=1090371156. Läst 11 januari 2017.
61. ↑  ”European Athletics Championships - Zürich 2014” (på engelska). european-athletics.org. http://www.european-athletics.org/competitions/european-athletics-championships/history/year=2014/results/index.html. Läst 14 februari 2017.
62. ↑  ”EM 6: Tung maratondag”. friidrott.se. 17 augusti 2014. Arkiverad från originalet den 15 februari 2017. https://web.archive.org/web/20170215030521/http://www.friidrott.se/nyheter.aspx?id=17085. Läst 14 februari 2017.
63. ↑  ”European Athletics Championships - Amsterdam 2016” (på engelska). european-athletics.org. http://www.european-athletics.org/competitions/european-athletics-championships/history/year=2016/results/. Läst 27 december 2016.
64. ↑  ”Femteplats i EM-halvmaran”. friidrott.se. 10 juli 2016. Arkiverad från originalet den 8 februari 2017. https://web.archive.org/web/20170208033114/http://www.friidrott.se/nyheter.aspx?id=19770. Läst 6 februari 2017.
65. 1 2 3 4 5 6 7 8 9 10 11 12 13 14 15  ”Personsida på IAAF:s webbplats” (på engelska). iaaf.org. http://www.iaaf.org/athletes/sweden/mustafa-mohamed-132785. Läst 12 september 2018.
66. 1 2 3 4 5 6 7 8  ”Personsida på ARRS” (på engelska). arrs.run. https://more.arrs.run/runner/10640. Läst 3 oktober 2018.